# Sem-Peixe
Sem-Peixe é um município brasileiro no estado de Minas Gerais, Região Sudeste do país. Localiza-se na Zona da Mata Mineira e ocupa uma área de 176,634 km², sendo que 0,5 km² estão em perímetro urbano. Sua população foi recenseada em 2 433 habitantes em 2022.

## História
O nome do município se deve à dificuldade que índios nômades tinham, no passado, de encontrar peixes no manancial que por essa razão ficou conhecido como rio Sem-Peixe. Em sua margem nasceu a zona urbana da atual cidade. A emancipação de Sem-Peixe ocorreu mediante a lei nº 12.030, 21 de dezembro de 1995, quando deixou de ser um distrito de Dom Silvério.

## Geografia
Os principais cursos hídricos do município são os rios Doce e Sem-Peixe, sendo este um afluente do rio Doce.

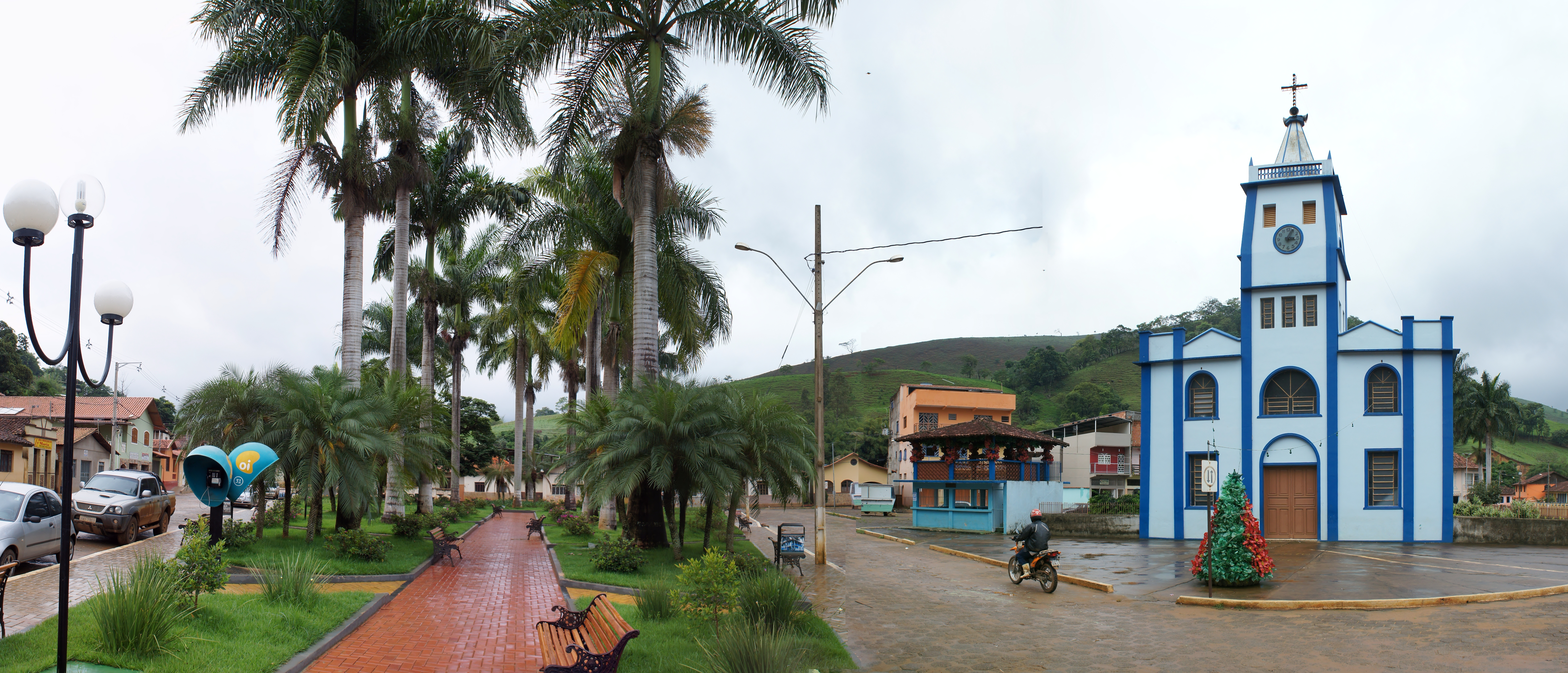
Igreja Matriz de São Sebastião, padroeiro do município.
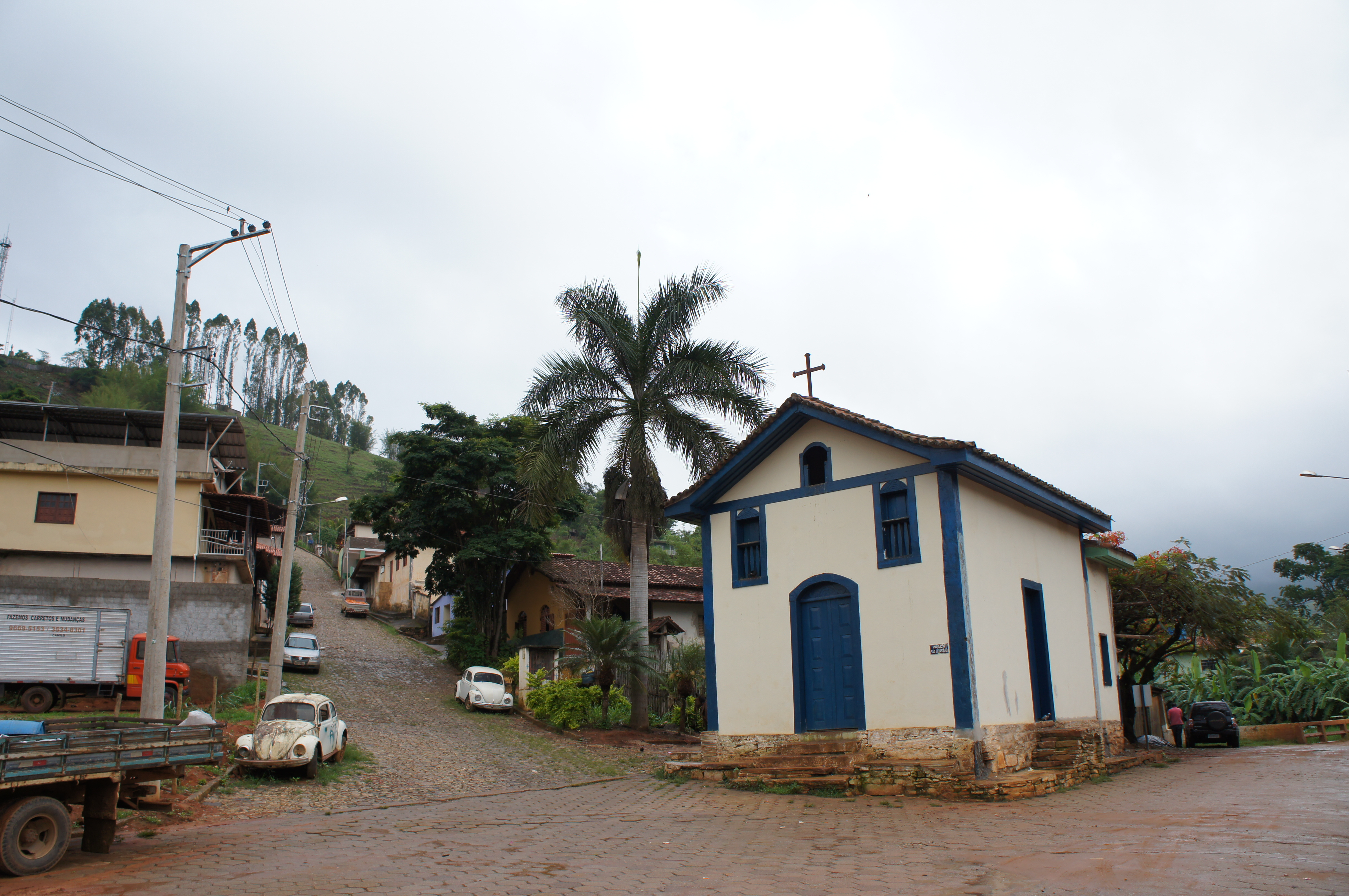
Antiga Capela de São Sebastião